# 1933 en Bretagne
 Chronologie de la Bretagne
- 1929
- 1930
- 1931
- 1932
- 1933
- 1934
- 1935
- 1936
- 1937

Cette page recense des événements qui se sont produits durant l'année 1933 en Bretagne.

## Société

### Décès
- 29 janvier : Erwan Berthou, écrivain et poète. Il est membre de l’Union régionaliste bretonne. Il participe à toutes les phases de la création du Gorsedd de Bretagne dont il est Grand-Druide de 1903 à 1933 sous le nom Kaledvoulc’h[1].